# Gertrud Berger
Gertrud Marie Berger (* 15. Dezember 1870 in Bergen auf Rügen; † 26. Dezember 1949 in Greifswald) war eine deutsche Kunstmalerin.

## Leben

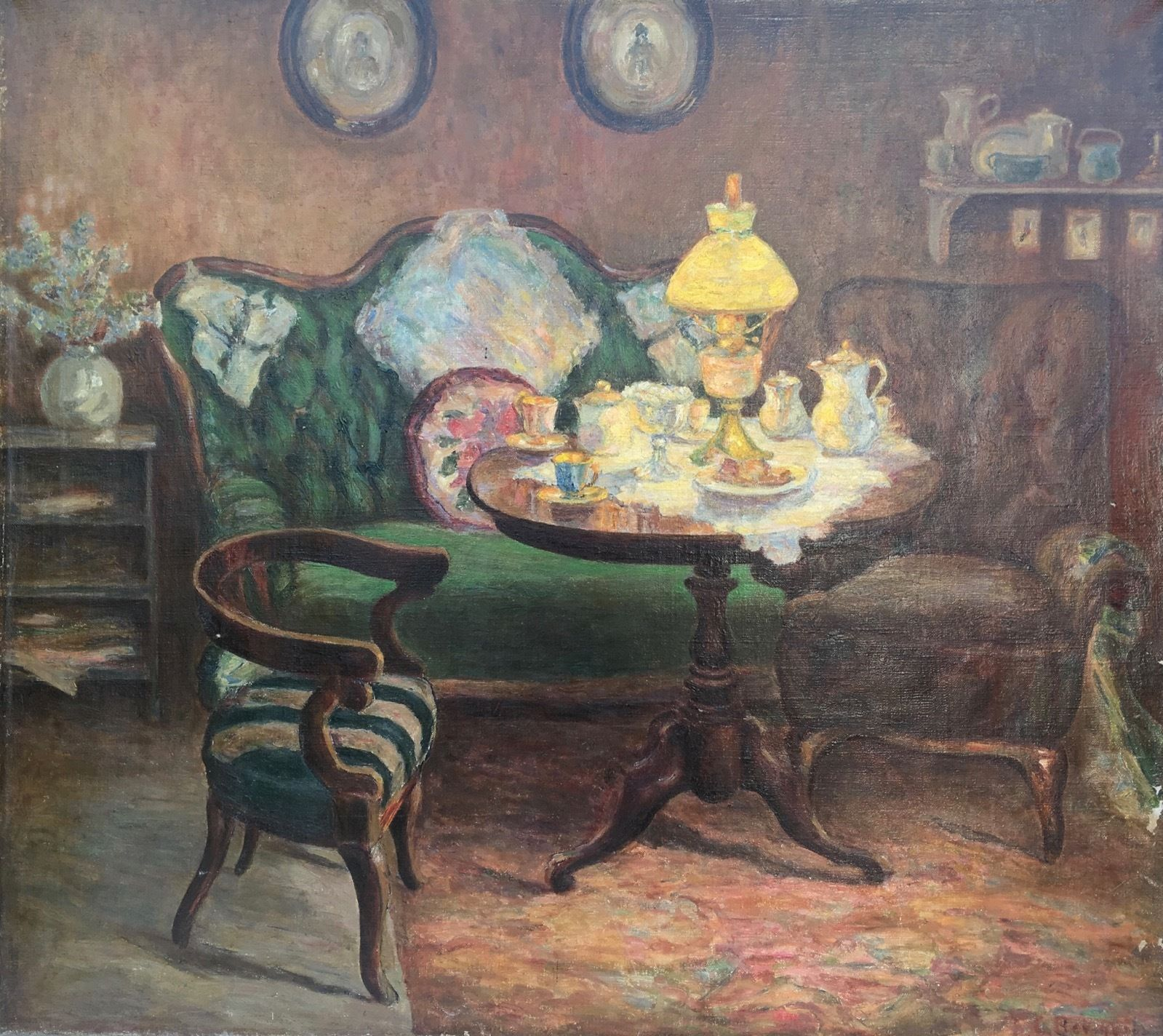
Kaffeetisch

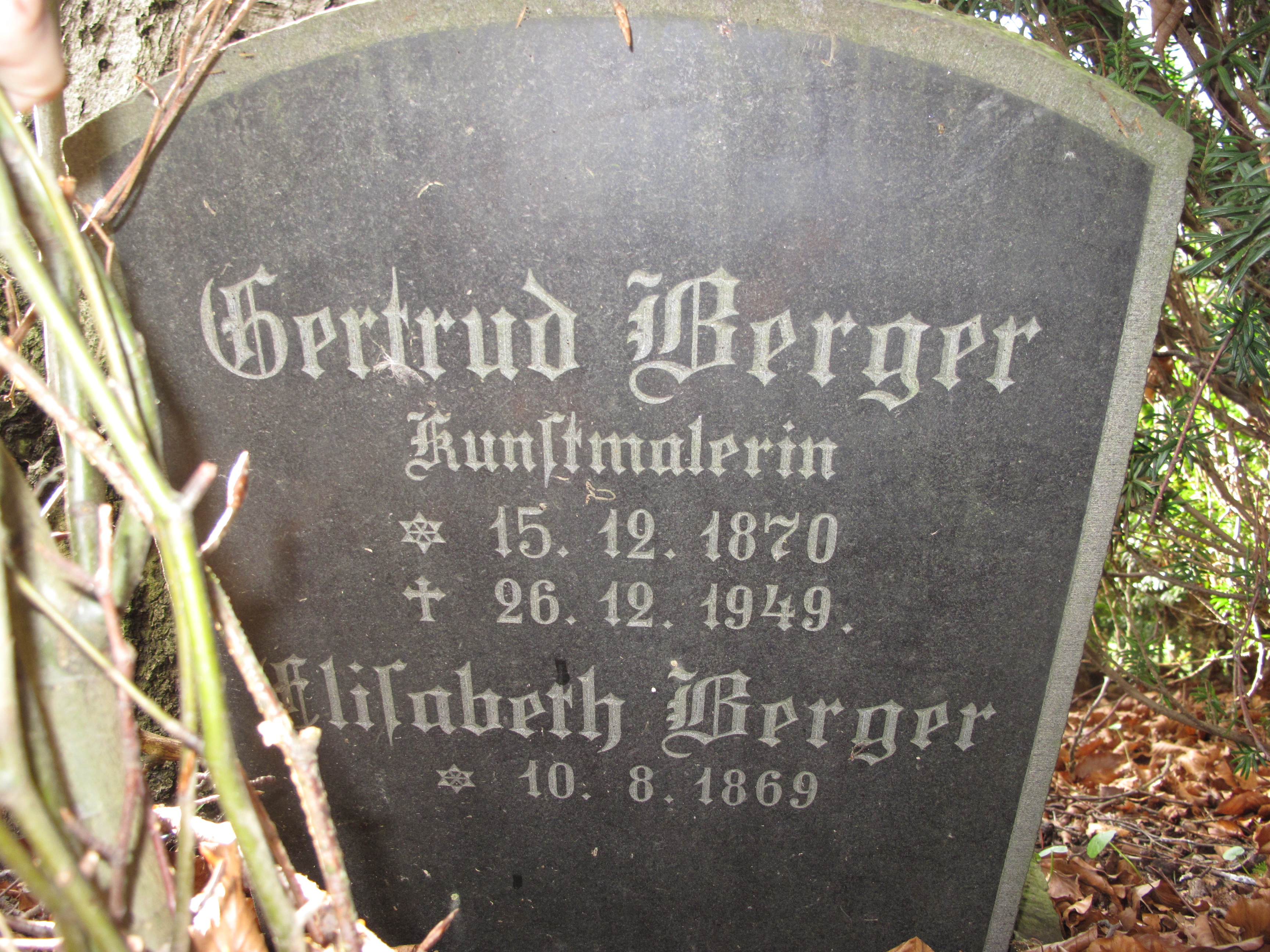
Grabstein von Gertrud Berger auf dem Neuen Friedhof Greifswald

Gertrud Berger war die das zweite Kind des Rechtsanwalts und Notars Carl Wilhelm Ferdinand Berger und dessen Ehefrau Marie Wilhelmine Friederike Tiburtius. Sie wurde am 1. Februar 1871 in einer Haustaufe durch den Diakonus der St.-Marien-Kirche (Bergen), Bublitz, getauft.
Gertrud Berger studierte in Berlin. Dort war sie Schülerin von Max Uth, L. Meyer und Ernst Kolbe. Anschließend lebte und arbeitete sie in Greifswald. In der Zeit des Nationalsozialismus war sie Mitglied der Reichskammer der bildenden Künste. Ihr Sujet waren Landschaften und Stillleben.
Ihr Grabstein steht versteckt auf dem Greifswalder Neuen Friedhof.

## Teilnahme an Ausstellungen in der Zeit des Nationalsozialismus
- 1936: Greifswald, Haus der Heimat („Greifswalder Künstler“)
- 1938: Greifswald, Haus der Heimat („79. Sonderausstellung“ der Arbeitsgemeinschaft Greifswalder Künstler)

## Werke
- Porträt eines Kindes.[3]
- An der Küste.[4]
- Dorfstraße in Wieck bei Greifswald. (Aquarell;[5] 45 × 36 cm[6])
- Segelschiff vor kieferbestandener Steilküste. (Öl auf Leinwand; 75 × 58,5 cm)[7]
- Domstraße in Greifswald. (1915; Lithografie; 42 × 34 cm)
- Norddeutsche Landschaft mit Windmühle und Ziegenhirtin. (Öl auf Pappe; 37,5 × 49,5 cm)
- Segelschiff vor Usedom  (Öl auf Leinwand; 75 × 58,5 cm)[8]